# Fàbrica Casacuberta
|  | Per a altres significats, vegeu «casa-fàbrica Casacuberta». |

La Fàbrica Casacuberta, també coneguada com a  Can Casacuberta, Fàbrica Giró o Ca n'Isop, és un edifici industrial a la ciutat de Badalona catalogat com a bé cultural d'interès local. Actualment alberga la biblioteca pública Can Casacuberta.

## Història

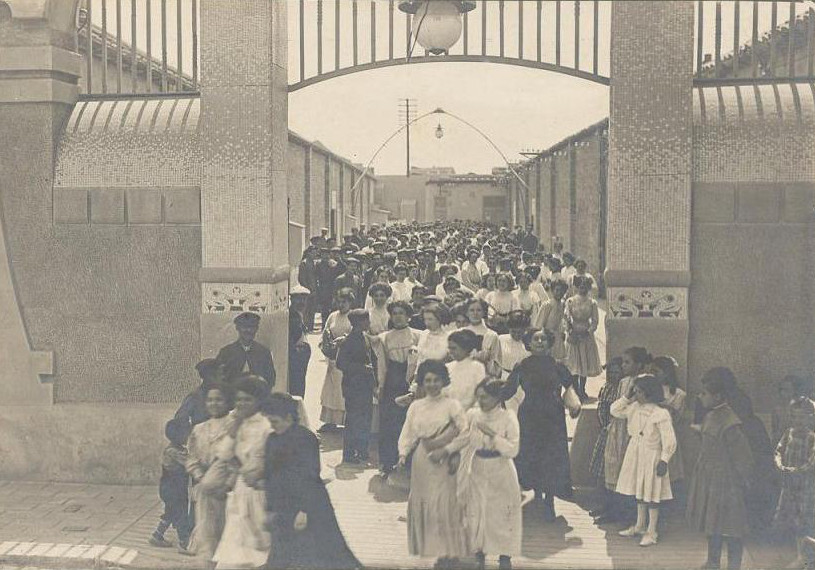
Dones sortint de la fàbrica

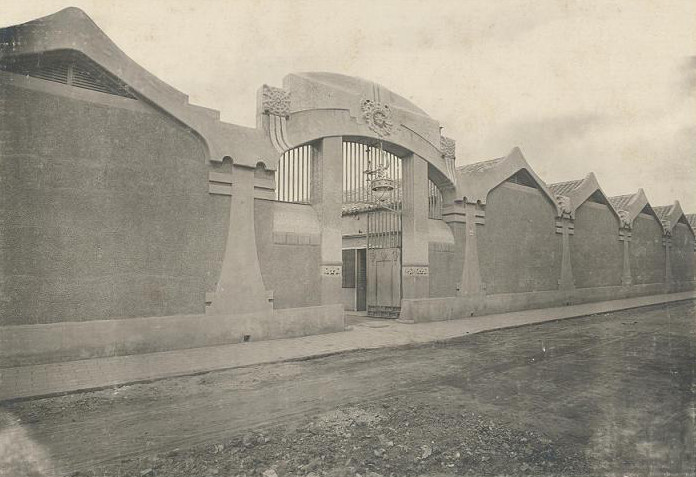
Antiga façana modernista des de l'actual carrer Dos de Maig

A l'últim quart del segle xix, el sector tèxtil a Badalona va experimentar un creixement considerable i es varen obrir diverses fàbriques, com la d'en Josep Giró i Blanch el 1893, al carrer Guifré, empresa dedicada a la confecció de gènere de punt. El volum del negoci era tal que ben aviat varen haver d'ampliar obrint una nova fàbrica que ocupava els terrenys de l'actual illa de cases compresa entre els carrers Dos de Maig, Enric Borràs, Colom i Mossèn Anton.
L'obra es va dur a terme en diferents fases: el 1907, el 1913 i el 1920 per encàrrec de l'empresari tèxtil Josep Giró i Blanch, dit Isop. S'hi anaren afegint coses noves segons les necessitats.
Bona part dels treballadors de la fàbrica eren dones (es calcula que a principis del segle xx, el 62% de tots els treballadors de la província empleats en el sector tèxtil ho eren), ja que la seva remuneració era inferior a la dels homes.
L'any 1920, Josep Giró va vendre l'edifici a l'empresari barcelonès Salvador Casacuberta. A finals d'aquesta dècada, era la primera empresa de l'Estat espanyol en teixits de llana de senyora i de fantasia. Va arribar a tenir 26 telers i fins a la Guerra Civil, les toquetes i, sobretot, els mantons de Manila brodats van ser els productes més reconeguts de l'empresa. Després de la contesa, Salvador Casacuberta la va vendre a l'empresa Bacàs.
La reconversió de la dècada del 1950 i la crisi del petroli del 1973 van suposar una pèrdua definitiva del pes del sector tèxtil en relació al conjunt de la indústria badalonina. En aquest context, la fàbrica va acabar tancant el 1979.
Uns anys després, i per iniciativa de l'Ajuntament de Badalona, l'edifici va ser rehabilitat com a equipament cultural. L'obra, dirigida pels arquitectes Antoni Poch i Jordi Moliner, que van ser premiats amb el premi FAD d'arquitectura 1991 en l'apartat de Reformes i rehabilitacions, va ser inaugurada l'any 1992 com a Biblioteca Can Casacuberta.

## Arquitectura
És un edifici industrial que ocupa tota una illa de l'eixample de Badalona, aproximadament de 60 x 120 m. Constava de 17 naus paral·leles, d'estructura metàl·lica sobre columnes de ferro. El més significatiu d'aquest recinte era la coberta amb dents de serra, jàsseres, columnes i tirants de ferro colat a càrrec de l'industrial badaloní Fèlix Gallent. En aquest disseny també va combinar la volta catalana per a permetre una cobertura més àmplia amb il·luminació zenital. L'entrada original, era decorada amb mosaics de Lluís Bru, estava situada al carrer del Dos de Maig.
En la construcció de la fàbrica es va seguir el sistema innovador de cobertura shed o dents de serra, amb jàsseres, columnes i tirants de ferro colat, fabricades per l'industrial badaloní Fèlix Gallent, que, combinada amb la tradicional volta catalana, permetien cobrir una àmplia i extensa superfície sense murs interiors, amb il·luminació zenital natural aprofitant les dents de serra per col·locar vidres. Les parets exteriors de la fàbrica tenien referents decoratius modernistes inspirats en la Secessió vienesa.
És l'exemple badaloní més important d'inici del segle XX pel que fa a la nova estructura arquitectònica de les fàbriques que utilitzaven l'energia elèctrica, substituint el sistema d'embarrats per superfícies interiors més àmplies, lleugeres, unitàries i segures que comportaren una major productivitat i una millora en les condicions de treball de la classe obrera. De l'estructura original només es conserven l'espai interior i les façanes del carrer d'Enric Borràs i Colom, amb un ritme ondulant de testeres motllurades.